# Henri d'Anhalt-Köthen
Henri (30 juillet 1778, Pless – 23 novembre 1847, Köthen) est le dernier duc d'Anhalt-Köthen.

## Biographie
Henri est le quatrième fils du prince Frédéric-Erdmann d'Anhalt-Pless et de son épouse Louise-Ferdinande de Stolberg-Wernigerode. En 1818, son frère aîné Frédéric-Ferdinand devient duc d'Anhalt-Köthen, et il lui succède à la tête de la principauté d'Anhalt-Köthen-Pless.
Le 18 mai 1819, Henri épouse Auguste-Frédérique-Espérance (uk)(3 août 1794 – 13 juillet 1855), fille du prince Henri XLIV de Reuss-Köstritz (bg). En 1821, Henri accueille à Köthen le créateur de l'homéopathie Samuel Hahnemann, qui devient son médecin personnel jusqu'à son départ pour Paris en 1835.
En 1830, à la mort de Frédéric-Ferdinand, Henri devient duc d'Anhalt-Köthen et laisse la principauté d'Anhalt-Pless à son frère cadet Louis. Celui-ci meurt sans descendance en 1841, et Henri récupère la principauté d'Anhalt-Pless.
Henri meurt lui-même sans laisser d'enfant en 1847. Le duc d'Anhalt-Dessau Léopold IV hérite de l'Anhalt-Köthen, tandis que la principauté de Pless, régie par des lois de successions différentes, qui admettent le principe de représentation en ligne féminine, revient à Jean-Henri X d'Hochberg le fils de sa sœur Anne Emilie et de Jean-Henri VI, comte impérial d'Hochberg mort en 1833.